# Taniela Veitata
Taniela Veitata, dit « Big Dan » durant sa carrière syndicale, est un syndicaliste et homme politique fidjien.

## Biographie

### Engagement syndical
Secrétaire-général du Syndicat des Dockers et Marins, il se présente comme candidat du petit Parti national libéral à l'élection législative partielle de décembre 1970 dans la circonscription de Rewa/Suva, la première après l'indépendance des Fidji en octobre, mais termine troisième et dernier avec 5,6 % des voix. En avril 1977, il mène une grève des dockers à Suva et à Lautoka, les deux principaux ports du pays, demandant un doublement du très bas salaire des dockers et de meilleures conditions de travail. La grève empêche l'importation de denrées alimentaires de l'étranger, et amène le gouvernement conservateur de Ratu Kamisese Mara à introduire un gel des prix des denrées de première nécessité. Les grévistes bénéficient du soutien de syndicats néo-zélandais, qui par solidarité avec les dockers fidjiens refusent de charger dans les ports néo-zélandais des produits à destination des Fidji, et qui apportent des conseils stratégiques à Taniela Veitata,. La grève dure un mois, puis les grévistes acceptent de retourner au travail pour une augmentation de salaire de près de 30 %, et Taniela Veitata est considéré comme en étant sorti renforcé. En août 1973, toutefois, le Syndicat des Dockers et Marins est dissous par le gouvernement pour n'avoir pas fourni aux autorités les informations requises sur ses revenus.
Veitata fonde alors le Syndicat des Travailleurs des Docks et des Marins qui, en mai 1975, s'associe à deux entreprises de fret maritime et fonde une compagnie maritime. Taniela Veitata demeure employé et de facto à la tête du syndicat, tout en siégeant au conseil de direction de la nouvelle entreprise. Début 1977, il devient membre du Parti nationaliste fidjien, parti de l'extrême droite ethno-nationaliste autochtone fondé par Sakeasi Butadroka. En juin, il enclenche une nouvelle grève des dockers demandant une augmentation des salaires, la garantie de 40 heures de travail hebdomadaires et le ré-emploi d'ouvriers licenciés pour vol. Il est arrêté pour grève illégale et condamné à six mois de prison, puis condamné à neuf mois de prison supplémentaires pour incitation à une grève illégale.

### Politique
Quittant le Parti nationaliste pour le parti de l'Alliance, il est élu député à la Chambre des représentants aux élections de 1987. Celles-ci sont toutefois perdues par l'Alliance ; le nouveau gouvernement, mené par Timoci Bavadra, est une coalition de partis de gauche. Taniela Veitata devient immédiatement l'une des principales figures du Mouvement taukei, mouvement d'extrême droite autochtone jugeant le gouvernement Bavadra inacceptable puisqu'il n'est pas contrôlé par les chefs autochtones. Il participe à des manifestations visant à déstabiliser le gouvernement et fait venir à Suva (la capitale) un « groupe de voyous » qui, sous sa direction, incendient des bâtiments et se livrent à des actes de pillage,,. Le matin du 14 mai, il prononce son premier discours à la Chambre des représentants, invoquant l'importance du christianisme et déclarant que la paix et l'ordre ne seraient possibles que si les Fidji sont gouvernées par les chefs autochtones. Ratu Finau Mara, fils du Premier ministre battu Kamisese Mara et présent dans l'assistance publique de la chambre, se lève alors et ouvre la porte de la chambre pour y faire entrer une dizaine de soldats en armes : C'est le coup d'État militaire des ethno-nationalistes,.
Le colonel Sitiveni Rabuka forme une dictature militaire de transition qui comprend les principales figures du Mouvement taukei, et y nomme Taniela Veitata ministre de l'Emploi et des Relations sociales. En décembre 1987, l'armée donne le pouvoir à Ratu Kamisese Mara, le chef du parti de l'Alliance et le perdant des élections de 1987, qui conserve Taniela Veitata à ce même poste dans son gouvernement. L'économie des Fidji périclite et les syndicats, associés au Parti travailliste du Premier ministre Timoci Bavadra renversé par l'armée, participent aux mouvements de protestation contre le nouveau régime anti-démocratique. Taniela Veitata critique et menace les organisations syndicales, et le gouvernement introduit des décrets pour les réprimer. 
Il n'est pas élu aux élections de 1992, le premières après le coup d'État, et condamne avec virulence la volonté de Sitiveni Rabuka de former alors un gouvernement d'union nationale avec la gauche : Taniela Veitata estime publiquement que cela reviendrait à priver les autochtones du contrôle du pays, et que ce serait la négation « des visées et des idéaux de la lutte de 1987 ».